# Designit
Designit er en global strategisk designvirksomhed, med kontorer i Aarhus, Barcelona, Berlin, København, Lima, London, Madrid, Medellin, München, New York, Oslo, Stockholm, Tel Aviv, og Tokyo. Virksomheden åbnede sit første kontor i Aarhus i 1991. Designit er en del af Wipro Ltd.